# Droga wojewódzka nr 366

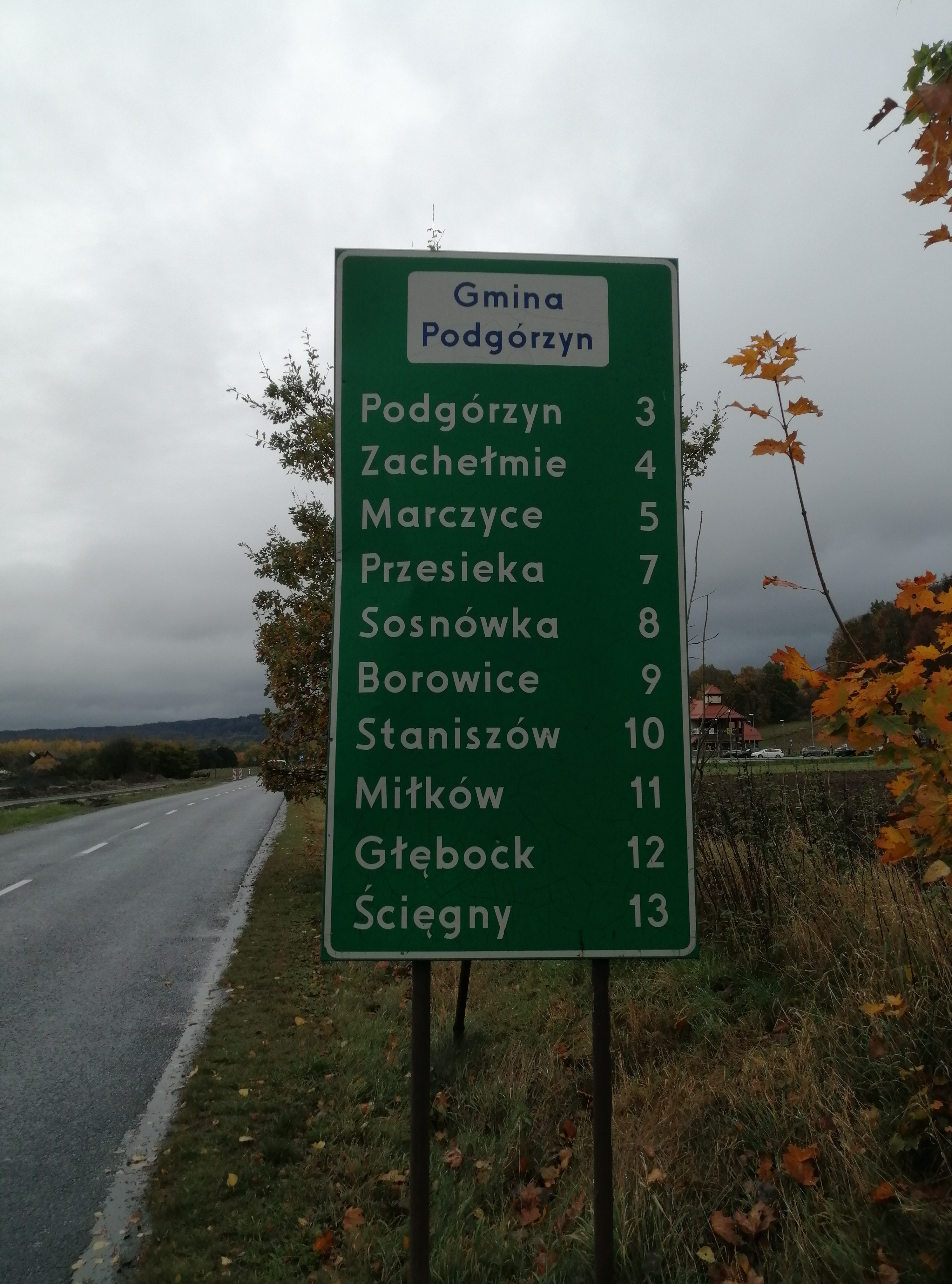
Droga wojewódzka nr 366 - wyjazd z Jeleniej Góry w kierunku wschodnim

Droga wojewódzka nr 366 (DW366) – dawna droga wojewódzka o długości około 22,5 km, leżąca na obszarze województwa dolnośląskiego, powiatu karkonoskiego. Trasa ta łączyła Piechowice (DK3) z miejscowością Kowary (DW367).
Od 1 czerwca 2023 droga utraciła status drogi wojewódzkiej.
W czerwcu 2014 wykonany został remont nawierzchni na odcinku Kowary – Ścięgny. 9 czerwca 2014 miał się także zacząć remont mostu przy ul. Żymierskiego w Piechowicach (nieopodal kościoła), wiążący się z jego całkowitym zamknięciem dla pojazdów (dla pieszych powstała kładka). Z uwagi na chęć uniknięcia zakłóceń w dojazdach dzieci do szkoły w kończącym się roku szkolnym, na wniosek burmistrza Piechowic termin ten został przesunięty o miesiąc. Ostatecznie most został zamknięty 21 lipca 2014. Remont zakończył się zgodnie z planem (do 30 czerwca 2015) i 1 lipca 2015 most został ponownie otwarty.

## Miejscowości leżące przy trasie DW366
- Piechowice (DK3)
- Jelenia Góra - Sobieszów
- Podgórzyn
- Miłków
- Ścięgny
- Kowary (DW367)